# Trevor Nurse
Trevor Nurse (Downham Market, 14 februari 1965), is een voormalige Schotse darter.  
Nurse speelde in de World Professional Darts Championship 1989. Nurse verloor in de eerste ronde van Magnus Caris uit Zweden met 1-3. Hij keerde terug naar de Lakeside in 1994, maar opnieuw verloor Nurse in de eerste ronde. Dit keer verloor hij van zijn landgenoot Ronnie Sharp met 2-3. Nurse haalde de finale van de WDF Europe Cup Singles in 1988. Hij verloor die finale van Mike Gregory met 0-4. Ook speelde hij met het Schotse team de finale van de WDF Europe Cup Teams. Schotland verloor die finale van Wales met 7-9.

## Resultaten op Wereldkampioenschappen

### BDO
- 1989: Laatste 32 (verloren van Magnus Caris met 1-3)
- 1994: Laatste 32 (verloren van Ronnie Sharp met 2-3)

### WDF
- 1987: Laatste 32 (verloren van Kevin White)
- 1989: Laatste 32 (verloren van Brian Cairns met 3-4)
- 1993: Laatste 32 (verloren van Trevor Johnson met 2-4)